# Dennis Patrick O’Neil
Dennis Patrick O’Neil (* 16. Januar 1940 in Freemont, Nebraska, USA; † 17. Oktober 2003 in Grand Terrace, Kalifornien, USA) war Weihbischof im Bistum San Bernardino.

## Leben
Dennis Patrick O’Neil empfing am 30. April 1966 das Sakrament der Priesterweihe durch den Erzbischof von Los Angeles, James Francis Kardinal McIntyre. O’Neil war fortan 34 Jahre in Los Angeles als Priester tätig, wo er die Pfarrei St. Thomas im Stadtteil Pico-Union betreute.
Am 16. Januar 2001 ernannte ihn Papst Johannes Paul II. zum Titularbischof von Macon und zum Weihbischof in San Bernardino. Der Bischof von San Bernardino, Gerald Richard Barnes, spendete ihm am 27. März desselben Jahres die Bischofsweihe; Mitkonsekratoren waren Gabino Zavala, Weihbischof im Erzbistum Los Angeles, und der Bischof von Stockton, Stephen Edward Blaire.
O’Neil starb am 17. Oktober 2003 im Alter von 63 Jahren in Grand Terrace an einem Herzinfarkt.